# 社会动力学
社会动力学是奥古斯特·孔德的实证社会学的的两个主要部分之一，另一部分为社会静力学。社会动力学纵观人类理性和人类社会发展的先后必要阶段，指出社会历史由一个阶段向另一个阶段过度的根本原因是有全部社会显示的各部门的矛盾引起的，它包括政治、经济和才智方面。孔德认为才智是主要方面。根据“人类智力发展的根本规律”将人类社会变迁与进步的经历进程分为：军事阶段、过渡阶段、工业阶段。“社会动力学”，主要是运用关于人类智力发展三阶段的理论解释社会历史的进步。因此说，智力发展三阶段的理论是孔德社会动力学的基本内容。“人类智力发展三段律”：神学阶段，或虚构阶段；形而上学阶段，或抽象阶段；科学阶段，或实证阶段。